# Europese weg 844
De Europese Weg 844 of E844 is een weg die uitsluitend door Italië loopt.
Deze weg van slechts 22 km is een van de kortste E-wegen en vormt een verbindingsweg tussen de E45 nabij Spezzano Albanese en de E90 bij Sibari.